# كولن همينغواي
كولن همينغواي هو لاعب هوكي الجليد كندي، ولد في 12 أغسطس 1980 في ريجاينا في كندا.

## وصلات خارجية
- كولن همينغواي على موقع دوري الهوكي الوطني (الإنجليزية)
- كولن همينغواي على موقع EliteProspects.com (الإنجليزية)
- كولن همينغواي على موقع HockeyDB.com (الإنجليزية)
- كولن همينغواي على موقع Hockey-Reference.com (الإنجليزية)